# Касане Тето
Касане Тето (яп. 重音テト, латиніз.: Kasane Teto) — це голосовий синтезатор (уталоїд), створений користувачами «Vip News Bulletin@2ch», як першоквітневий жарт та пародія на VOCALOID (зокрема на Хацуне Міку). Тето вигадала ціла група людей, а саме волонтери з «New Speed VIP Board» на анонімній дошці оголошень «2channel». Спочатку віртуальну співачку озвучив Майо Оямано (яп. 小山乃 舞世, латиніз.: Oyamano Mayo), але згодом Тето стала більш серйозним проєктом, тому їй створили власний голосовий матеріал на базі UTAU — програмного забезпечення для синтезу голосу. Незважаючи на те, що її голосовий банк призначений лише для використання в UTAU, багато людей все ще плутають її з вокалоїдом (VOCALOID). Зовнішній вигляд персонажки придумав та намалював Сен (線). І він, і Майо Оямано мають авторські права на Касане Тето.

## Історія створення
У квітні 2008 року був створений «новий вокалоїд» — так презентували Тето, жартуючи над користувачами «Vip News Bulletin@2ch». Однак образ віртуальної співачки настільки сподобався людям, що над Касане Тето почали серйозно працювати. Її вокал було знову записано за допомогою UTAU, програмного забезпечення для синтезу вокалу, що було випущено двома місяцями раніше за реліз співачки. Композитори та автори текстів вокалоїдів перший час не помічали уталоїда Тето. Але вже наприкінці 2008-го року для неї почали писати перші пісні, чому завдячує її популярність у наступному році. У жовтні 2011-го року Касане Тето стала офіційною учасницею ритм-ігор «Project DIVA» разом з іншими відомими вокалоїдами, але все ще не входячи в їх ряди. У 2012 році Томохіде Огата з AH-Software Co. Ltd. (компанія розробник VOCALOID) зв'язався з Майо Оямано, обговорюючи ідею перетворення Тето з уталоїда на вокалоїда. Однак голос, який розрахований на рушій UTAU, не вдалося відтворити задовільним чином на рушії VOCALOID. Це підтверджували й інші користувачі Інтернету, заявлячи, що «Чесно кажучи, це звучить неймовірно погано, тому що Тето не була записана для використання в програмному забезпеченні VOCALOID. Те, як UTAU і Vocaloid працюють, дуже відрізняються один від одного». Однак у 2023 році в рамках співпраці між AH-Software і TWINDRILL Kasane Тето стала продуктом Synthesizer V Studio як голосова база даних ШІ.

## Бібліотека голосів
Усі наступні бібліотеки можна знайти на офіційному сайті:
NORMAL — основний голос, доступний для CV і VCV.
WHISPER — whisper voice (шепіт), доступний для CV та VCV.
RIKIMI — «бурхливий» голос, створений, щоб додати акцент до стилю співу; потрібне спеціальне з'єднання голосних.
SAKEBI — голос, побудований на вигуках.
EXTRA — включено тремтливий приголосний R; кінцеві вдихи.
АНГЛІЙСЬКА — delta CV VC English; лише основний голос.

## Музична кар'єра
Касане Тето від моменту свого створення записувала кавери на пісні інших відомих вокалоїдів. У червні 2008-го року була опублікована одна з її перших пісень, яка стала «her signature song» — «耳のあるロボットの唄 (Mimi no Aru Robot no Uta)». Відтоді декілька композиторів та авторів почали писати пісні для Тето. Серед найвідоміших з них: «Triple Baka» (2010) — фіт разом з Hatsune Miku та Akita Neru; «Teto Territory» (2009) — пісня-знайомство з Касане Тето, у якій вона розповідає про свої уподобання, вік та бажання заспівати якомога більше пісень, а у приспіви наголошує на тому, що «Я діва! Я не фейк!». У цій же пісні віртуальна співачка каже: «Мені не потрібно 15 тисяч єн, аби співати!», — звертаючи увагу на набагато більшу доступність програми UTAU, порівняно з VOCALOID.
Зміна, яка змусила користувачів звернути більше уваги на Тето — це випуск голосового банку Teto VCV (2009), у результаті чого її спів став більш природнім.

## Маркетинг
З моменту її прийняття в «Project DIVA» в 2011 році, Тето мала кілька шансів з'явитися в ЗМІ, що є незвичним для уталоїда.

## Характеристики

#### Зовнішній вигляд Касане Тето
зріст — 159.5 см; 
колір волосся — малиновий; 
зачіска — два хвостика, схожі на свердла (сама Тето не любить це порівняння); 
колір очей — червоний; 
одяг — військова форма; 
на руці є напис «0401» — «04» — це пародія на вокалоїдів та їх порядкові номери, «01» — це перше квітня, день народження уталоїда.
Тето життєрадісна й нетерпляча, часом може бути пустотливою. Іноді може бути самозакоханою і любить привертати увагу. Тип її особистість — цундере. Любить дражнити людей, щоб показати, що вона піклується про них, оскільки вона не хоче демонструвати свою любов. Обожнює багет з маргарином, тому дуже сердиться або сумує, якщо хтось має хліб і не ділиться з нею.